# Братерство талісману
«Братерство талісману» (англ. The Fellowship of the Talisman) — науково-фантастичний роман з елементами фентезі Кліффорда Сімака, вперше опублікований 1978 року.
У романі продовжується тема про «маленький народ», який вперше згадується в «Резервації гоблінів».

## Світ
Час дії — двадцяте століття. Місце — Британія.
На Землю тисячу років тому висадилась цивілізація прибульців. Найбільше вони нагадують рій комах. Вони кочують космосом від планети до планети, харчуючись негативними емоціями аборигенів — горем, злиднями, безпросвітністю, втратою близьких. Щоб викликати ці емоції, рій робить рейди, в яких знищується все живе і руйнуються будівлі. Тому їх називають "руйнівниками", "силами Зла" або просто "Злом". У цьому рої існують види з різною спеціалізацією. Деякі представники рою дуже нагадують гуманоїдів. У них є тулуб, голова, руки, ноги, бліда безволоса шкіра. Вони сильні, тупі і, зазвичай, пруть напролом. Це «м'язи» рою, учасники сюжету називають їх «безволосими». У рої є й інші види, які описані як шматки туману, з якого стирчать щупальця, роги, моторошні пащі та ін.
На планеті, де висадився рій, місцевій цивілізації завдається непоправної шкоди, її розвиток припиняється. Не відбувається жодного прогресу ні в науці, ні в технологіях, ні в культурі. Цивілізація не піднімається вище раннього середньовіччя.
У цьому світі, крім людей, є й інші корінні раси. Згадуються гобліни, банші, феї, домовики, ельфи, демони, гноми. Усіх їх, окрім демонів та драконів, називають збірним словом «маленький народ». Маленький народ недолюблює людей, хоч погоджується співпрацювати проти руйнівників.
Християнські історики зафіксували появу руйнівників у Європі за часів перших Хрестових походів. Ці рейди призвели до переривання Хрестових походів та напрямку світової історії зовсім в інше русло. Наприклад, Америка так і не була відкрита.

## Зміст
Лорд Стендиш, розбираючи сімейний архів, виявив серед старих пергаментів якийсь рукопис арамейською мовою. Пергамент є детальним щоденником дій Ісуса Христа. Автор невідомий, але ясно, що він не є апостолом.
Показавши рукопис місцевому абату, лорд Стендіш вирішує відправити свого сина Дункана в Оксенфорд. Дункану доведеться пройти по зруйнованих землях. В оксендфордському університеті, за чутками, живе єпископ Вайс, останній вчений, який здатний визначити справжність арамейського рукопису. Якщо справжність підтвердиться, Церква отримає потужну зброю у боротьбі проти сил Зла.

## Персонажі

### Загін Талісмана
- Дункан Стендіш — син лорда Стендіша, лідер загону.
- Конрад — супутник Дункана, уродженець Стендіш-Холла. Семифутовий здоровань озброєний довбнею.
- Деніел — бойовий кінь Дункана. У битві Дункан часто не сідає верхи на коня, а ставить його поруч із собою.
- Тайні — бойовий собака, мастиф, друг Дункана.
- Б'юті — маленька ослиця, переносила припаси загону.
- Ендрю — самітник, живе у власноруч виритій печері. Високий, кістлявий, в коричневій рясі з капюшоном. Не розлучається з довгою палицею. Приєднався до загону Дункана, щоб стати «воїном Господа».
- Дух — привид повішеного жебрака. Виконував у загоні роль розвідника.
- Діана — молода жінка-воїн. Озброєна бойовою сокирою, їздить верхи на старому грифоні. Пізніше з'ясувалося, що вона є правнучкою мага Вольферта. Наприкінці оповіді озброїлася «знаменитим мечем». Робляться натяки, що це Екскалібур.
- Мег — стара відьма. Одягнена в рвані лахміття. Стверджує, що була розорена руйнівниками, які відібрали у неї чаклунські інгредієнти та приладдя, а хатину спалили.
- Скрач — демон із пекла. Втік звідти, коли зрозумів, що не може освоїти жодну «пекельну професію». До появи загону Дункана багато років просидів на ланцюгу в холі Зачарованого замку. Був звільнений за допомогою палиці Ендрю. Провів усіх таємною стежкою через болото.

### Люди
- Дуглас Стендіш — господар Стендіш-холу, батько Дункана.
- Архієпископ — абат монастиря, розташованого на землях лорда Стендіша.
- Гарольд Рівер — ватажок банди, яка переслідувала загін Дункана. Високий, кістлявий, неохайний. Носить величезну бороду.
- Седрік — бджоляр. Хоча не був у загоні Дункана, не раз приходив на допомогу.
- Кутберт — чаклун, живе у Зачарованому замку. Магія цього місця настільки сильна, що ті, що потрапили сюди, випадають з потоку часу. Зі смертю Кутберта магія зруйнувалася і замок почав розвалюватися на очах. Смерть Кутберта дуже нагадує самогубство.

### Маленький народ
- Снупі — дрібний гоблін. Одягнений у коричневий одяг: камзол, обтягуючі штани, гостроконечну шапку та чоботи із задертими носками. У нього великі гострі вуха і обличчя, що нагадує лисячу мордочку.
- Нен – банші. З'являється: то у вигляді старої в чорному плащі, то у вигляді величезного чорного кажана.
- Хуберт — грифон Діани, на якому вона літає верхи. Передня частина тіла орлина, задня левова, хвіст скорпіона. Крила жорсткі, нагадують крила бабки. Зник разом із зникненням Зачарованого замку.

### Згадуємі покійники
- Дикий мисливець — ім'я не відоме. Він скаче небом на чорному коні, його супроводжує зграя собак. Кажуть, що він родом із Німеччини. Завжди знаходиться неподалік сил Зла (стежить чи переслідує). Допоміг загону Дункана в декількох битвах.
- Вольферт — помер понад сто років тому. Жителі села шанували його як святого, спорудили йому кам'яну гробницю. Діана стверджує, що Вольферт ніякий не святий, а могутній чаклун.
- Єпископ Вайс — вчений з Оксенфордського університету. Йому везли рукопис для вивчення й встановлення справжності. Виявляється, помер незадовго до того, як загін Дункана вирушив у дорогу.